# Selo Rejo
Selo Rejo is een bestuurslaag in het regentschap Lampung Timur van de provincie Lampung, Indonesië. Selo Rejo telt 2904 inwoners (volkstelling 2010).